# 矢崎公二
矢﨑 公二（やざき こうじ、1959年9月26日 - ）は、日本の政治家。元衆議院議員（1期）。

## 略歴
長野県茅野市出身。茅野市立北山小学校、茅野市立北部中学校を経て長野県諏訪清陵高等学校に進む。高校では下宿生活を送った。1年浪人ののち、慶應義塾大学商学部に入学。1983年3月、同大学卒業。
その後、契約記者を経て、毎日新聞社入社。仙台支局、サンデー毎日、社会部、福岡報道部を経て、2005年に西部本社福岡本部報道部副部長、東京本社デジタルメディア局プロデューサーに就任。
矢崎の就任中に、毎日新聞デジタルメディア局は日本の社会や風俗を低俗な内容で海外に紹介し続けた不祥事（毎日デイリーニューズWaiWai問題）が発生し、2008年に関係者が厳重処分を受けた。2008年、矢崎は編集局夕刊編集部副部長に異動。同年10月に退社。
2009年の第45回衆議院議員総選挙に民主党公認で長野4区から出馬し、初当選した。
2010年9月民主党代表選挙では、菅直人に投票を行った。
花斉会に所属し、2011年8月、2012年9月の二度の民主党代表選挙では、野田佳彦に投票を行った。
2012年の第46回衆議院議員総選挙に民主党公認で長野4区から出馬するも落選。2014年の第47回衆議院議員総選挙に民主党公認で長野4区から出馬するも再び落選。
2015年5月、第48回衆議院議員総選挙の公認を辞退、支部長を辞任した。2016年、民進党長野県連顧問。

## 政策
- 行政改革[5]
- 脱原発依存のエネルギー政策の推進[5]
- 農業、環境、健康、観光、研究開発分野での経済フロンティアの構築[5]
- 平和外交の推進、世界の国々との温かく深い信頼関係の構築[5]
- 選択的夫婦別姓制度の導入に賛成[6]。

## 過去の活動・役職等
- 環境委員会・理事[7]
- 国土交通委員会・委員[7]
- 内閣委員会・委員[7]
- 決算行政監視委員会・委員[7]
- 災害対策特別委員会・委員[7]
- 沖縄及び北方問題に関する特別委員会・委員[7]
- 北朝鮮による拉致問題等に関する特別委員会[7]
- 党広報委員会・副委員長[7]
- 党国民運動委員会・副委員長[7]

## 著書
- 子ども手当ハンドブック 2010 未来へのスタート（2010年4月、大空出版）

## 人物
- 趣味は映画、ランニング、登山[7]。
- 好きな食べ物は、カツカレー、チャーハン、オムライス[7]。